# Škoda 59E

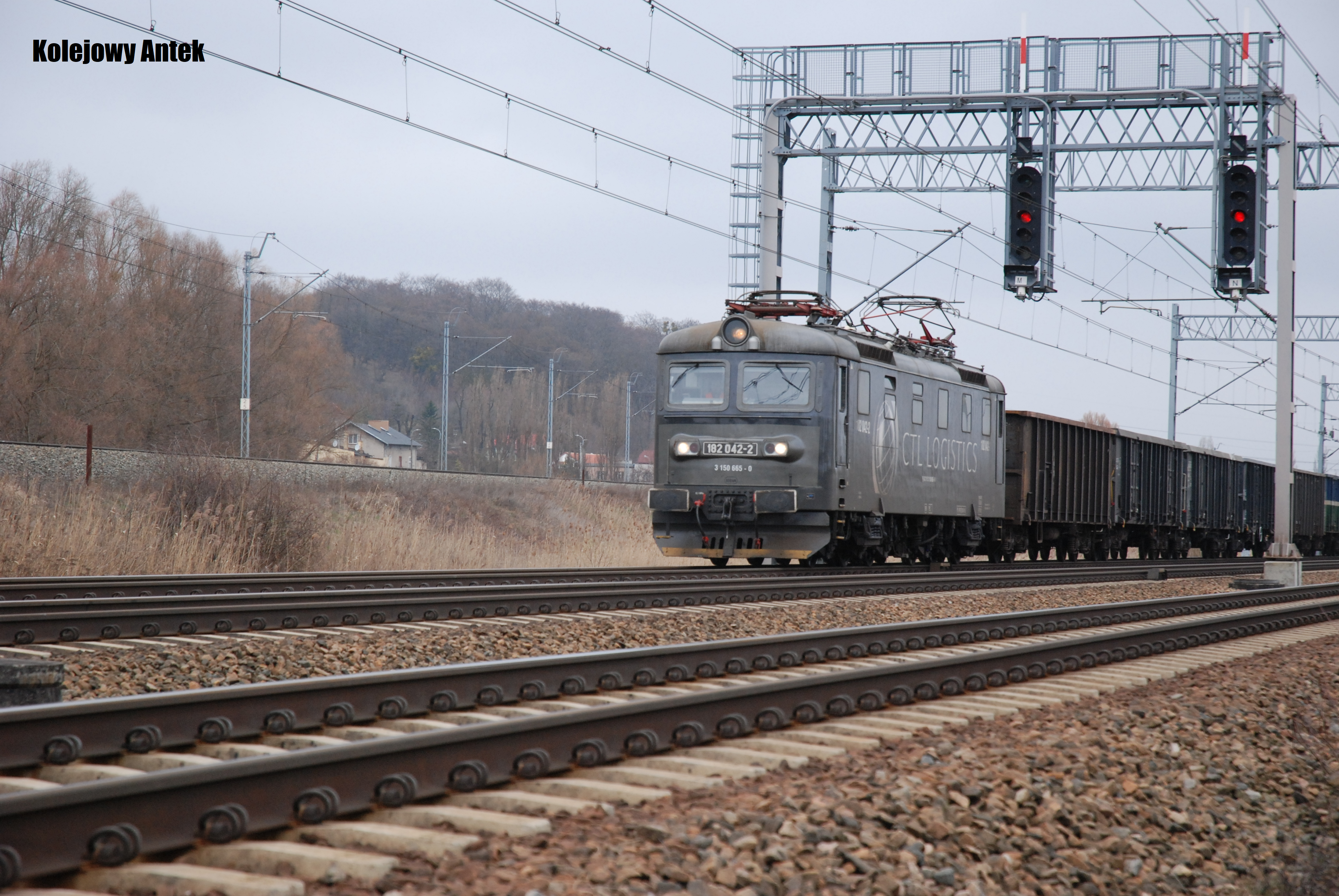
182 042 w okolicach Pruszcza Gdańskiego (2019)

Seria 182 ČD – lokomotywa elektryczna produkowana w latach 1963-1965 dla kolei czechosłowackich. Wyprodukowano 168 lokomotyw.
Elektrowozy zostały wyprodukowanie do prowadzenia pociągów towarowych kursujących po zelektryfikowanych liniach kolejowych. Po rozpadzie Czechosłowacji eksploatowane są przez koleje czeskie i słowackie oznakowane jako Řada 182. Przez polskich przewoźników kolejowych eksploatowanych było 108 lokomotyw pod oznaczeniami 182. Niekiedy można spotkać się z oznaczeniem ET182, które jedynie zostało nadane w 2006 roku lokomotywie 182 121 pracującej dla CTL Logistic, która pracowała z oznaczeniem 182 121-4 + ET182-002 (oznaczenie ET182 znajdowało się pod oryginalnymi oznaczeniami), to jednak nigdy żadna z polskich lokomotyw nie otrzymała takiego oznaczenia. W 2007 roku oznaczenie ET182-002 zostało usunięte z pudła maszyny.

## Konstrukcja
Lokomotywy są zaprojektowane jako pudło z dwoma kabinami i przedziałem maszynowym. Na ścianach bocznych zamontowano sześć  prostokątnych okien. Układ hamulcowy składa się z hamulca ręcznego, automatycznego hamulca pneumatycznego oraz pomocniczego. Hamulec ręczny działa na dwóch sąsiednich zestawach kołowych wózków. Hamulec zespolony i pomocniczy są regulowane przez dwa zawory hamulcowe. Cztery główne zbiorniki powietrza mają całkowitą objętość 1330 litrów, dwa dodatkowe zbiorniki powietrza mają całkowitą objętość 300 litrów. Zapas piasku w piasecznicy wynosi 2200 kilogramów. Rama elektrowozu jest przytwierdzona do dwóch trzyosiowych wózków poprzez czopy,
umieszczone sztywno w ramie pudła lokomotywy.

## Eksploatacja

### CTL Logistics
Największym użytkownikiem lokomotyw z serii 182 jest CTL Logistic. Przewoźnik ten w latach 2006-2009 rozpoczął dzierżawę 39 lokomotyw, oraz kupił trzy egzemplarze w 2007 roku skreślone w 2000 roku ze stanu słowackich kolei państwowych   ŽSR. 31 sierpnia 2010 roku na stacji w Brzegu Dolnym lokomotywa 182 010 przewoźnika CTL Logistics (będąca wówczas własnością słowackiego przewoźnika ZSSK Cargo) prowadząca pociąg nr 475029 najechała na tył pociągu nr 675299 DB Schenker Rail Polska prowadzonym lokomotywą BR232, w wyniku wypadku z trzech cystern pociągu nr 675299 wyciekła smoła destylowana, oraz doszło do poważnych uszkodzeń pudła lokomotywy. Jedna z kabin została przebita przez metalowe konstrukcje przewożone na platformie, a druga została mocno pogięta łącznie z bocznymi ścianami pudła. Pojazd odstawiono na terenie ZNTK Oleśnica gdzie stał jeszcze w 2013 roku, a następnie został zezłomowany. 7 grudnia 2019 roku na stacji kolejowej w Kluczborku doszło do pożaru lokomotywy 182 058. Uszkodzenia okazały się tak duże, że lokomotywa została odstawiona.
Wiosną 2020 roku liczba lokomotyw u przewoźnika zmalała do 34 w wyniku zakończenia dzierżawy i przekazania pięciu egzemplarzy do Ecco Rail i dwóch do CD Cargo Poland.

### PCC Rail Rybnik/PTKiGK Zabrze/DB Cargo Polska
Elektrowozy kursowały na szlaku kolei koszycko-bohumińskiej. Pierwszy elektrowóz w Polsce był eksploatowany przez przewoźnika PTKiGK Zabrze od 2005 roku.
DB Cargo Polska nabył dziesięć egzemplarzy serii 182 w latach 2009-2011 po połączeniu się spółek PCC Rail Rybnik i DB Schenker Rail Zabrze. Lokomotywy te były wykorzystywane głównie do przewozów węgla z obszarów Śląska. W latach 2015–2016 przewoźnik wycofał lokomotywy z czynnej eksploatacji, a następnie wystawił je na sprzedaż. Cztery egzemplarze zostały zakupione przez słowackiego przewoźnika ZOS Zvolen, trzy przez polskie Industrial Division, a pozostałe trzy egzemplarze trafiły do słowackich przewoźników CARBO RAIL s.r.o. i Slovenská Železničná Dopravná Spoločnosť, oraz czeskiego BF Logistics s.r.o.- Praha.